# 武定 (東魏)
武定（ぶてい）は、南北朝時代の東魏において、孝静帝の治世に使用された元号。543年正月 - 550年5月。

## 西暦・干支との対照表
| 武定 | 元年  | 2年   | 3年   | 4年   | 5年   | 6年   | 7年   | 8年   |
| 西暦 | 543年 | 544年 | 545年 | 546年 | 547年 | 548年 | 549年 | 550年 |
| 干支 | 癸亥  | 甲子  | 乙丑  | 丙寅  | 丁卯  | 戊辰  | 己巳  | 庚午  |